# Ruth Zylberman
Pour les articles homonymes, voir Zilberman.
Ruth Zylberman, née en 1971 à Paris, est une documentariste et écrivaine française.

## Biographie

### Jeunesse et études
Ruth Zylberman est élève à l'Institut d'études politiques de Paris. Elle en est diplômée en 1995 (section Communication et ressources humaines). Elle a également étudié à l'université de New York.

### Parcours professionnel
Elle commence dans le monde du documentaire en étant l'assistante du réalisateur Serge Moati avant de réaliser en 2002 son premier film, Paris-Fantômes. 
Son premier livre, La Direction de l'absent, est publié en 2015 ; il est traduit en espagnol, allemand et anglais. 
Elle raconte dans un documentaire pour Arte diffusé en juin 2018, Les Enfants du 209 rue Saint-Maur, Paris Xe, l'histoire pendant l'occupation d'un immeuble de cette rue et de ses habitants, dont un tiers étaient juifs. Ce film remporte le Pyrénées d'or du meilleur documentaire au festival des créations télévisuelles de Luchon en 2018 et la mention spéciale du prix du documentaire historique des Rendez-vous de l'histoire de Blois, la même année. Elle publie deux ans plus tard le livre 209 rue Saint-Maur, Paris Xe. Autobiographie d’un immeuble,. 
Elle réalise en 2022 un podcast documentaire pour France Culture, Felice, Milena, Dora, Ottla : quatre femmes avec Franz Kafka, consacré aux femmes ayant compté dans la vie de l'auteur praguois : Felice Bauer, Milena Jesenska, Dora Diamant, Ottla Kafka-Davidova.

## Œuvres

### Documentaires
- Paris-Fantômes, 2002
- L’Homme sans douleur, avec Muriel Coulin, 2006 Prix du scénario du festival Pariscience 2007.
- 68, année zéro, 2008
- Dissidents, les artisans de la liberté, 2009 Prix Rendez-vous de l'Histoire du documentaire historique 2010[9].
- Maurice Nadeau, le chemin de la vie, 2011
- Une présidente pour l’Amérique, mode d’emploi, 2012
- Méditerranéennes : La Force des femmes, 2013
- Les Héritiers, 2013[10]
- Les Enfants du 209 rue Saint-Maur, Paris Xe, 2018
- Le Procès - Prague 1952, 2021
- Vingt et trois étrangers et nos frères pourtant, 2023

### Ouvrages
- Le Septième Jour d’Israël : un kibboutz en Galilée, avec Serge Moati, Paris, éditions Mille et une nuits, coll. « Les petits libres », 1996, 92 p.  (ISBN 2-84205-320-6)
- La Direction de l’absent, Paris, Christian Bourgois éditeur, 2015, 177 p.  (ISBN 978-2-267-02764-8)
- 209 rue Saint-Maur, Paris Xe. Autobiographie d’un immeuble, Paris, éditions du Seuil, coll. « Sciences humaines », 2020, 448 p.  (ISBN 978-2-02-142624-3)

### Radio
- Felice, Milena, Dora, Ottla : quatre femmes avec Franz Kafka, podcast documentaire, France Culture, 2022[8]